# Фальшивий профіль
«Фальшивий профіль» (ісп. Perfil falso) — колумбійський серіал 2023 року у жанрі трилера, драми, мелодрами, який створила компанія Paramount Television International Studios. В головних ролях — Кароліна Міранда, Родольфо Салас, Мануела Гонсалес, Віктор Мальяріно, Маурісіо Енао.
Серіал вийшов на Netflix 31 травня 2023 року.
Режисер серіалу — Клич Лопес Пенья, Катаріна Ернандес.
Сценарист серіалу — Пабло Ільянес.

## Сюжет
Каміла зустрічає свого прекрасного принца в додатку для знайомств. На тлі ідилічних стосунків вона планує для нього сюрприз… але незабаром рай перетворюється на пастку.

## Актори та персонажі
| Актор              | Роль                              |
| ------------------ | --------------------------------- |
| Кароліна Міранда   | Каміла Роман                      |
| Родольфо Салас     | Мігель Естевес / Фернандо Кастелл |
| Мануела Гонсалес   | Андгела Феррер                    |
| Віктор Мальяріно   | Педро Феррер                      |
| Маурісіо Енао      | Адріан Феррер                     |
| Лінкольн Паломеке  | Девід                             |
| Феліпе Лондоньо    | Крістобаля Бальбоа                |
| Юліана Галвіс      | Тіна                              |
| Марія Луїза Флорес | Софія                             |
| Хуан Пабло Посада  | Луїджі                            |
| Хуліан Сераті      | Інті                              |
| Іван Амозуррутія   | Вісенте                           |
| Карменса Гомес     | -                                 |
| Хуансе Діц         | Лукас Естевес                     |
| Марія Паула Велоза | Єва Естевес                       |
| Фернандо Веласкес  | Луїс Манріке                      |

## Сезони
| Сезон | Епізоди | Епізоди | Оригінальний показ | Оригінальний показ | Оригінальний показ |
| Сезон | Епізоди | Епізоди | Перший показ       | Останній показ     | Мережа             |
| ----- | ------- | ------- | ------------------ | ------------------ | ------------------ |
| 1     | 10      | 10      | 31 травня 2023     | 31 травня 2023     | Netflix            |
| 2     | 10      | 10      | 8 січня 2025       | 8 січня 2025       | Netflix            |

## Список серій

### Сезон 1 (2023)
| № | #  | Назва                             | Режисер | Сценарист | Перший ефір у США |
| --- | -- | --------------------------------- | ------- | --------- | ----------------- |
| 1 | 1  | «Власною персоною» «-»            | -       | -         | 31 травня 2023    |
| Від красунчика Фернандо в Каміли паморочиться голова. Після ідеального вечора вони опиняються в його готельному номері, не здогадуючись, що за ними спостерігають. |    |                                   |         |           |                   |
| 2 | 2  | «Паніка в раю» «-»                | -       | -         | 31 травня 2023    |
| Через непорозуміння Каміла й Давід заселяються в «Рів’єра Есмеральда». Педро перевіряє Мігеля. Каміла прагне дізнатися правду.                                     |    |                                   |         |           |                   |
| 3 | 3  | «Навіть якщо боляче» «-»          | -       | -         | 31 травня 2023    |
| Каміла гнівається. коли дізнається про відео в інтернеті. Давід сумнівається в її бажанні залишитися. Питання Лукаса стає сюрпризом для Каміли.                    |    |                                   |         |           |                   |
| 4 | 4  | «Затамувавши подих» «-»           | -       | -         | 31 травня 2023    |
| Анхела вимагає, щоб Лукас дещо їй пообіцяв, але його прохання шокує її. Педро каже Тіні, що Мігель заковтнув наживку. Каміла поводиться зневажливо.                |    |                                   |         |           |                   |
| 5 | 5  | «Небезпечні фотографії» «-»       | -       | -         | 31 травня 2023    |
| Ситуація в будинку Каміли змушує її згадати минуле. Лукас попереджає Анхелу про можливу знахідку поліції. Педро влаштовує зустріч.                                 |    |                                   |         |           |                   |
| 6 | 6  | «Таємниця Червоного оксамиту» «-» | -       | -         | 31 травня 2023    |
| Анхела ухвалює рішення щодо шлюбу. Адріан постійно думає про Інті. Одна з колишніх коханок Мігеля розкриває інтимні подробиці їхніх стосунків.                     |    |                                   |         |           |                   |
| 7 | 7  | «У вовчій пащі» «-»               | -       | -         | 31 травня 2023    |
| У Каміли з’являється неочікуваний захисник. Інті продовжує спроби зваблення. Каміла сама залишає вечірку й неминуче опиняється в небезпечній ситуації.             |    |                                   |         |           |                   |
| 8 | 8  | «Спокуса в темряві» «-»           | -       | -         | 31 травня 2023    |
| Анхела нікому не довіряє. Каміла отримує несподіване попередження. Кріс додає пікантності в стосунки з Адріаном.                                                   |    |                                   |         |           |                   |
| 9 | 9  | «Ніч катів» «-»                   | -       | -         | 31 травня 2023    |
| Каміла не хоче допомагати, але їй одразу ж нагадують про наслідки її відмови. Неочікуване відкриття Педро викликає жахливу реакцію.                                |    |                                   |         |           |                   |
| 10 | 10 | «Нічого не кажи» «-»              | -       | -         | 31 травня 2023    |
| Усі оплакують жертв нещасного випадку. Розкривається дещо неочікуване, а візит до Анхели завершується жахливою сценою.                                             |    |                                   |         |           |                   |